# برن‌اوت دامینیتور
بورن‌اوت دامینیتور (به انگلیسی: Burnout Dominator) یک بازی ویدئویی به سبک مسابقه‌ای از سری بازی‌های بورن‌اوت است که توسط الکترونیک آرتس برای پلی‌استیشن ۲ و پلی‌استیشن همراه منتشر شده‌است.